# Albert Robin
Pour les articles homonymes, voir Robin.
Ne doit pas être confondu avec Charles Philippe Robin ou Pierre Robin.
Édouard Charles Albert Robin (né le 19 septembre 1847 à Dijon, mort le 24 septembre 1928 à Dijon ) est un médecin français, professeur de la faculté de médecine de Paris, pionnier des analyses de laboratoire, collectionneur d'art et mécène.

## Biographie

### Études
Né d'un père négociant de Dijon, Albert Robin fait ses études classiques au lycée de Dijon (devenu collège Marcelle Pardé), et des études supérieures à la faculté des sciences de Dijon, dont il devient le préparateur en chimie en 1864.
Puis il va à Paris pour des études de médecine. En 1866, il est élève et préparateur de Paul Thénard (1819-1884).
Lors de la guerre de 1870, il s'engage dans la cavalerie et devient sous-lieutenant. Il est médecin aide-major au 57e régiment de ligne à la citadelle haute de Verdun (Meuse). Chevalier de la Légion d'Honneur pour faits de guerre en 1871, il reste officier de réserve aux 3e et 4e cuirassiers jusqu'en 1890.
En 1872, il est reçu premier au concours de l'internat des hôpitaux de Paris.
Il est docteur en médecine en 1877 et agrégé de médecine en 1883.

### Carrière
Il commence sa carrière comme chef des travaux chimiques du laboratoire de la Charité de 1877 à 1884, où il donne des conférences de chimie pathologique. En 1885, il est médecin des hôpitaux, chef de service attaché aux Petits-Ménages à Issy (devenu Hôpital Corentin-Celton).
De 1891 à 1903, il donne des leçons de thérapeutique médicale à la Pitié, puis à Beaujon de 1904 à 1913. À Beaujon même, il fonde le dispensaire  antituberculeux Jacques Siegfried-Albert Robin.
Il fait partie des chefs de service qui s'adressent au Conseil municipal de Paris pour obtenir des subventions pour leurs laboratoires. En 1905, il est professeur de thérapeutique médicale (chaire de clinique thérapeutique de la Faculté de médecine de Paris).
Il prend sa retraite en 1920-1921, remplacé par Henri Vaquez (1860-1936).
Il a vécu le plus souvent au 32 rue Gracieuse (Paris Ve). Il habita quelque temps au 4 rue de Saint-Pétersbourg, dans la même maison que son ami le peintre Édouard Manet (1832-1883). Robin a ensuite emménagé dans un appartement de la rue Beaujon à Paris.

## Travaux
Ses travaux portent sur les maladies de la nutrition, du système digestif et des reins. Il procède par analyses chimiques, surtout dans les maladies de l'estomac et du foie (analyse chimique des ictères),, dans les états cancéreux et en urologie.

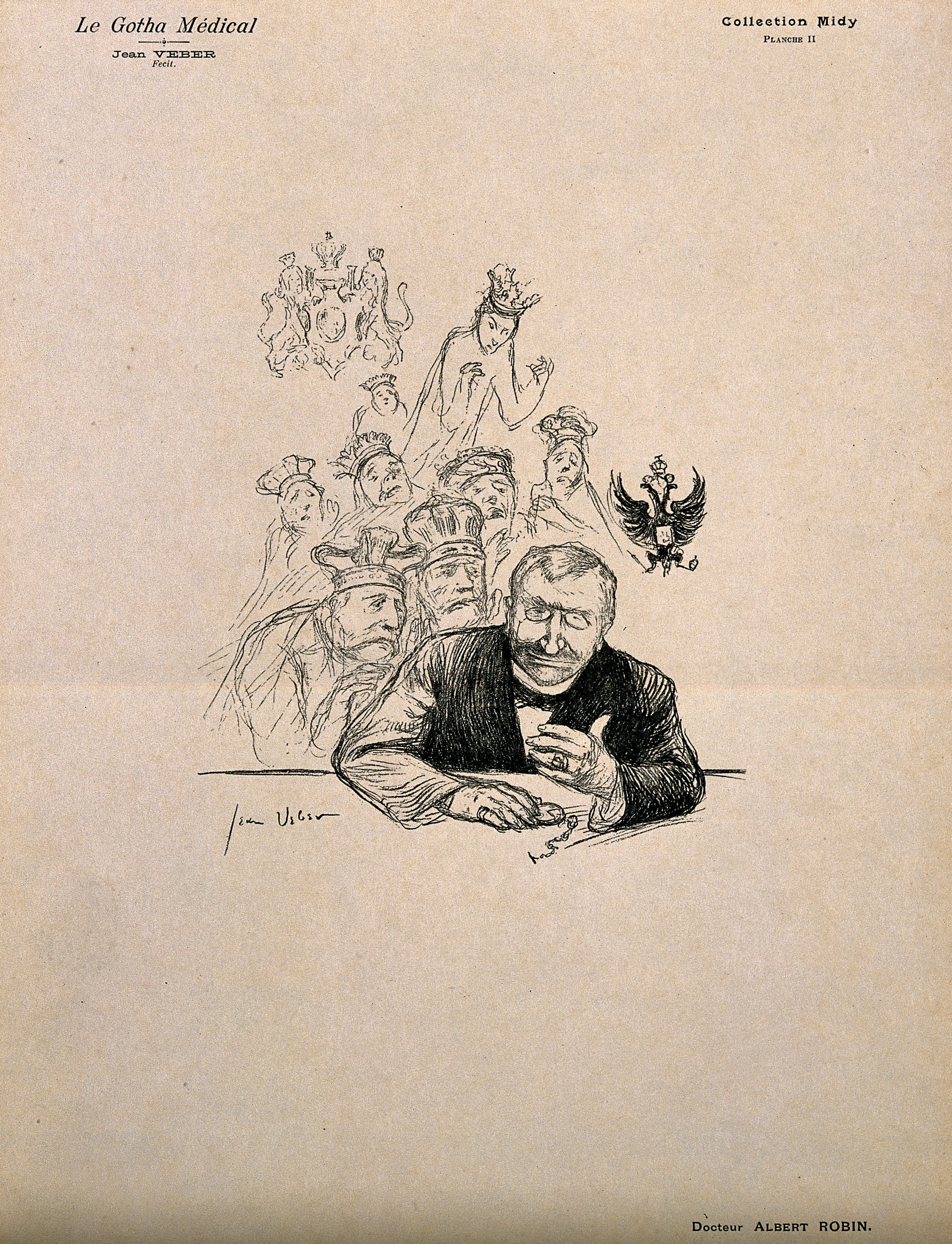
« Le Gotha Médical » : Albert Robin, lithographie de Jean Veber (1864-1928).

Effectuant de nombreuses analyses, il montre une déminéralisation des poumons chez les tuberculeux, tandis que le foie se surcharge en minéraux. Il met en évidence des différences de composition chimique du tissu osseux dans le rachitisme, l'ostéomalacie, la maladie de Paget, la syphilis. Il publie aussi de nombreux mémoires sur divers sujets médicaux où la chimie n'intervient pas.
Il est un des pionniers de la pharmacodynamie en s'intéressant aux effets de la pilocarpine à partir du jaborandi (Pilocarpus microphyllus (en)). Il suggère l'utilisation de solutions colloïdales de métaux dans le traitement des maladies infectieuses. Mais, à propos de ce qu'il appelle « l'antisepsie interne », il souligne que la détermination in vitro (en laboratoire) d'un pouvoir antiseptique ne peut être transposée en situation clinique réelle, la réaction et l'évolution d'un organisme malade dans son ensemble restant toujours incertaines.
En 1905, dans son rapport intitulé Mortalité par tuberculose en France et en Allemagne, il est l'un des premiers à s'opposer à la propagande officielle faisant état en France, de 150 000 morts de tuberculose par an, exagération destinée à frapper l'imagination du public, car « lorsqu'on parle au peuple, aucune considération, de quelque ordre qu'elle soit, ne peut dispenser ceux qui parlent de dire la vérité ».
En 1911, il fait partie de ceux qui demandent la création d'une chaire médicale de bactériologie, indépendante de l'Institut Pasteur, par transformation de la deuxième chaire de pathologie médicale. Celle-ci ne sera créée qu'en 1918 sous le nom de « chaire de clinique des maladies infectieuses » à l'hôpital Claude Bernard, c'est l'institutionnalisation en France de ce qui sera appelé au XXIe siècle infectiologie.
Robin est de ceux qui participent au développement du thermalisme et du climatisme (hydrologie et climatologie médicales). Il est président du syndicat général des médecins des stations balnéaires et climatiques de France, et président d'honneur des congrès internationaux d'hydrologie.
Il compte parmi les fondateurs et les syndics de l'Association de la presse médicale française.

## Vie mondaine et artistique

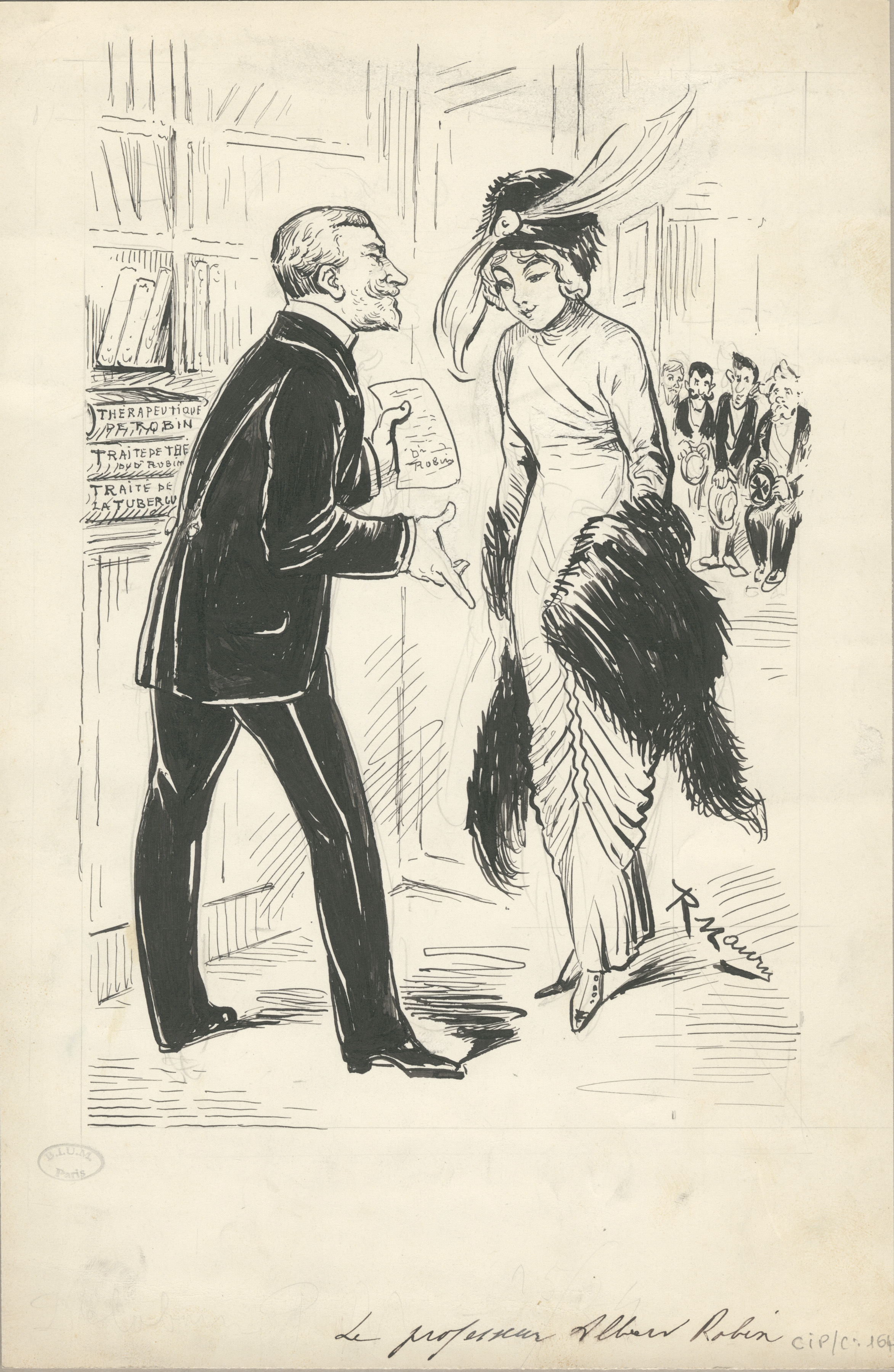
Le professeur Albert Robin, dessin de Rose Maury (1850-1926), date inconnue.

Parmi ses patients célèbres on trouve les écrivains Auguste de Villiers de L'Isle-Adam, Paul Bourget et Stéphane Mallarmé . En 1913, Octave Mirbeau dédie son roman Dingo « au Professeur  Albert Robin » pour le remercier. Par ailleurs, le médecin Adrien Proust, le père de l'écrivain Marcel Proust, appartenait à son cercle d'amis. Sacha Guitry fut aussi un de ses patients et il dessina un portrait du professeur Robin illustrant son ouvrage Mes Médecins, paru en 1932.
Robin fréquentait le salon de la collectionneuse d'art Marguerite Charpentier en étant le confident des courtisanes Méry Laurent et Liane de Pougy .
Il collabore au New York Herald où il est chroniqueur médical sous son nom, et critique littéraire sous le pseudonyme de Monginault.
Outre son goût pour la littérature qui fait de lui un bibliophile, Robin s'intéresse particulièrement à la peinture. Il constitue une collection d'art impressionniste et acquiert plusieurs œuvres d'Édouard Manet. Il s'agit par exemple des tableaux Nana (depuis au Hamburger Kunsthalle ), Devant la glace (Solomon R. Guggenheim Museum ), Portrait d'Irma Brunner ( Musée d'Orsay ) et Chanteuse de Café-concert (collection privée).
Après la mort d'Albert Robin en 1928, son fils André Robin revend une partie de cette collection d'art, et en lègue l'autre partie au musée des Beaux-Arts de Dijon. Il s'agit notamment d'œuvres d'Ary Scheffer et d' Élisabeth Vigée-Lebrun, ainsi que les peintures Saint-Mammès-sur-le-Loing d'Alfred Sisley et Étretat, la Porte d'Aval de Claude Monet . Plus tard, le musée des Beaux-Arts de Dijon acquiert un tableau Portrait d'Albert Robin de Marcellin Desboutin.

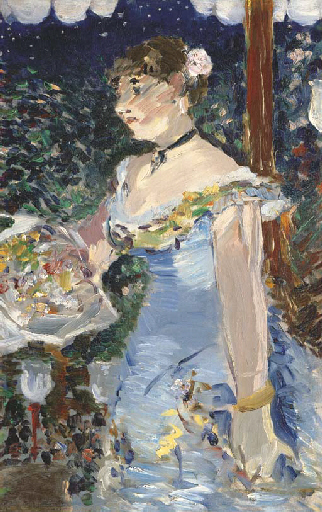
Édouard Manet : Chanteuse de café-concert, 1877.
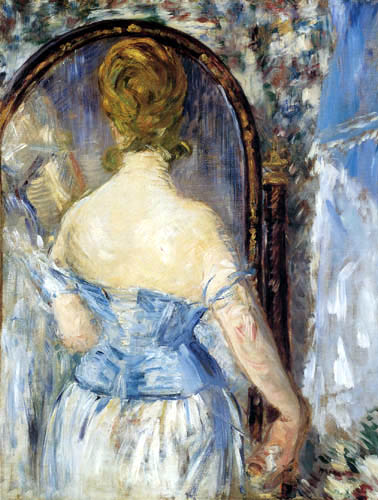
Édouard Manet : Devant la glace, 1882.
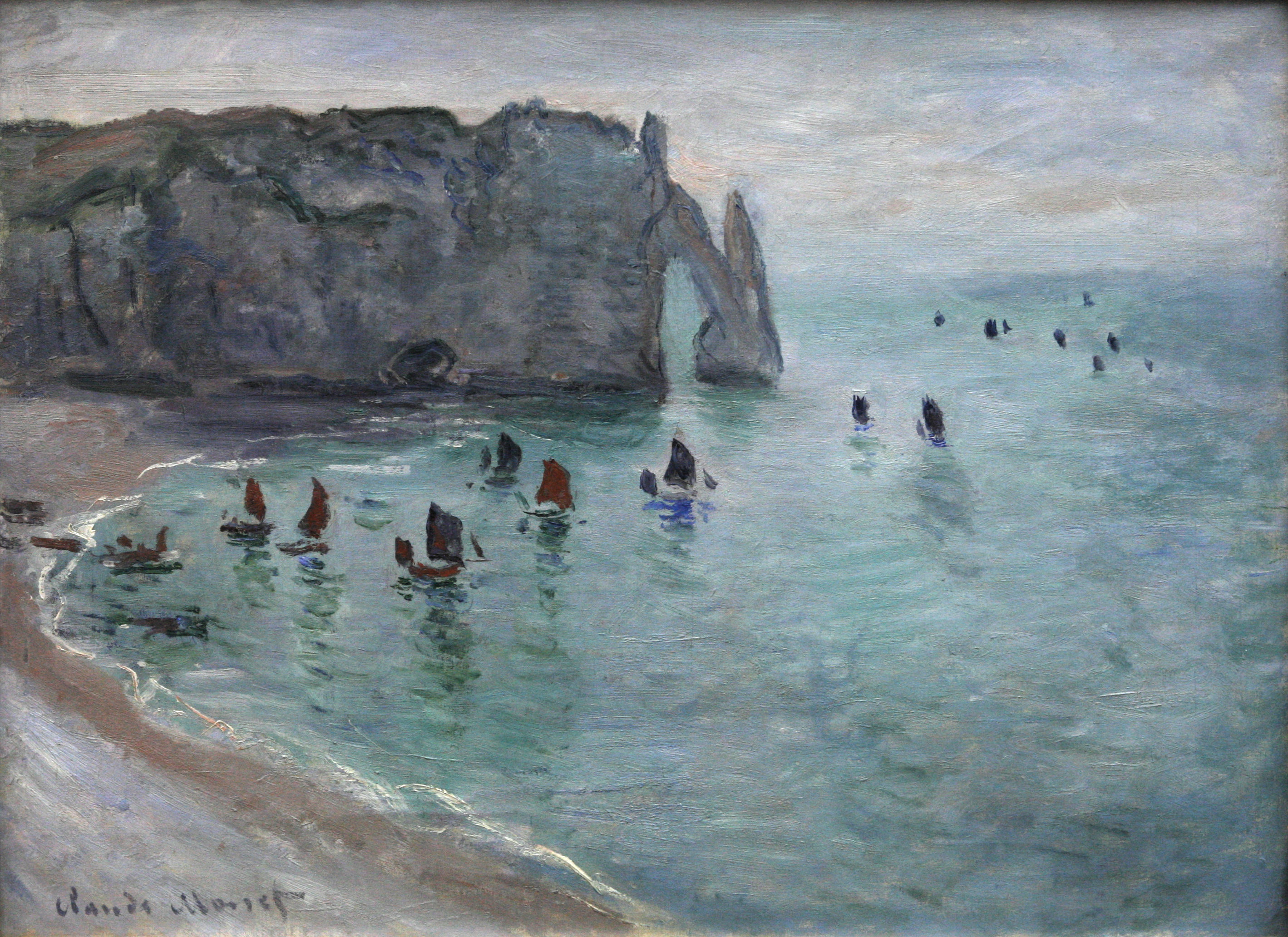
Claude Monet: Étretat, la Porte d’Aval, 1885.
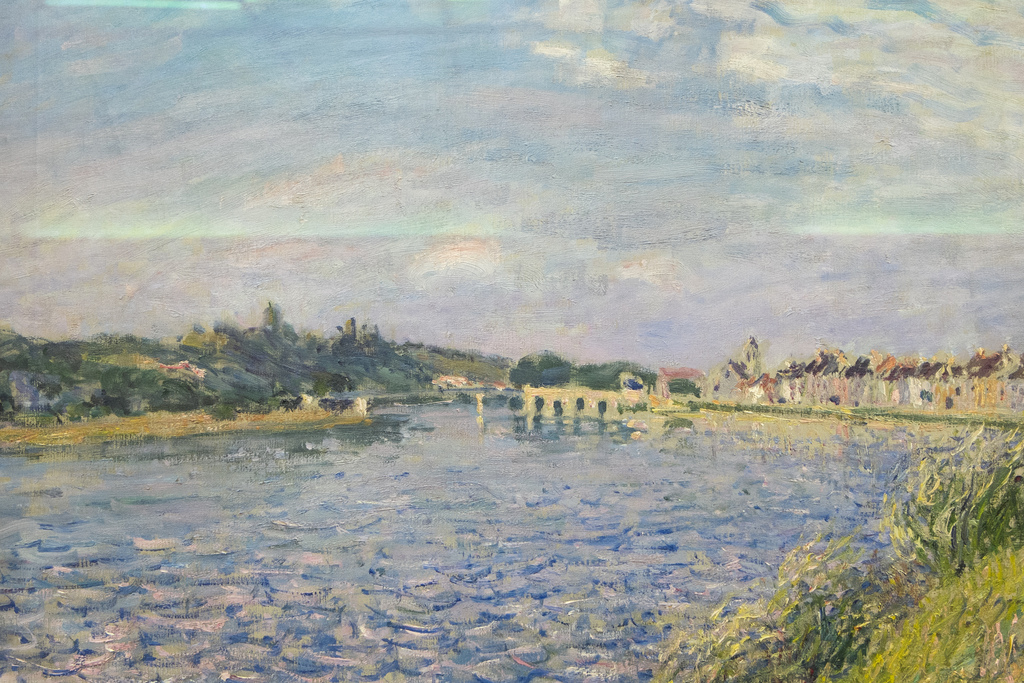
Alfred Sisley : Saint-Mammès sur le Loing, 1886.

## Honneurs et distinctions
- Grand officier de la Légion d'honneur, par décret du 30 janvier 1913, ses insignes lui sont remis au palais de l’Élysée par le président de la République Armand Fallières le 8 février 1913. Il avait été nommé chevalier par décret du 15 juillet 1871 (décoré le 30 décembre suivant par le général comte de Geslin, commandant la place de Paris), promu officier par décret du 3 janvier 1888 (décoré le 15 février suivant par Eugène Denfert-Rochereau [1835-1889], cousin germain du colonel Denfert-Rochereau) et commandeur par décret du 15 juillet 1903 (décoré le 30 octobre suivant par le professeur Sigismond Jaccoud)[9].
- Membre de l'Académie de Médecine en 1887.

Il est lauréat de :
- la Société de protection des enfants dans les manufactures (1868);
- des Hôpitaux de Paris (1871);
- l'Académie des sciences (1875 et 1878);
- l'Association de Mulhouse pour prévenir les accidents de machine (1876).

## Publications (sélection)
- Des troubles oculaires dans les maladies de l'encéphale, Paris, 1880. Première thèse d'agrégation.
- Des affections cérébrales consécutives aux lésions non traumatiques du rocher et de l'appareil auditif, Paris, 1883. Seconde thèse d'agrégation.
- Les maladies de la nutrition. Les maladies de l'estomac : diagnostic et traitement, J. Rueff, Paris 1900-1901 en 3 volumes.
- Index Médical des principales Stations Thermales et Climatiques de France, J. Gainche, Paris 1903.
- Thérapeutique usuelle du praticien, Vigot, Paris, 1910.

Il publie de nombreux autres ouvrages et des mémoires dans les Archives générales de médecine, le Bulletin général de thérapeutique, les Mémoires de l'Académie de médecine,.